# فرودگاه کلینتون
فرودگاه کلینتون (به انگلیسی: Clinton Airport) یک فرودگاه همگانی بهره‌برداری هوایی است که یک باند فرود آسفالت دارد و طول باند آن ۱۱۴۳ متر است. این فرودگاه در شهر کلینتون، ایندیانا کشور ایالات متحده آمریکا قرار دارد و در ارتفاع ۱۶۰ متری از سطح دریا واقع شده‌است.